# Saint-André-de-Buèges
Saint-André-de-Buèges é uma comuna francesa na região administrativa de Occitânia, no departamento de Hérault. Estende-se por uma área de 15,26 km². Em 2010 a comuna tinha 39 habitantes (densidade: 2,6 hab./km²).